# Matvei Anicikin
Matvei Anicikin ( pe nume adevărat Dmitrii Șneur, n. 22 februarie 1951, Berdicev, RSS Ucraineană) este un muzician, compozitor și producător muzical rus de origine evreiască. A fost unul dintre întemeietorii grupului rock "Kruiz".

## Biografie
Anicikin a absolvit școala muzicală din orașul natal. Ca și alți tineri sovietici a fost comsomolist. A lucrat în diferite orchestre de estradă, până la momentul întâlnirii cu compozitorul Alexei Majukov care conducea orchestra moscovită "Sovetskaia Pesnia". Acesta l-a invitat în orchestra sa ca trompetist și aranjor. În anul 1974 Majukov a părăsit colectivul, iar Anicikin a hotărât să întemeieze o formație proprie "Molodîe golosa" ("Voci tinere"). În anul 1978 Anicikin a nimerit într-o catastrofă rutieră și, ca urmare, o parte dintre membrii formației sale au părăsit colectivul. La locurile vacante i-a invitat pe muzicienii, originari din Moldova: Vsevolod Coroliuc, Alexandru Chirnițchi și Valeriu Găină, precum și pe vocalistul Alexandr Monin. În luna septembrie 1978 formația "Molodîe golosa" a partcipat cu succes la festivalul "Soci"-1978, ocupând locul III. Ca recompensă, formației i s-a perims să întregisrtreze la firma "Melodia" propriul disc-single, care a apărut în vânzare în anul 1980.În anul 1979 printre membrii formației a apărut clapistul Sergei Sarîcev. Entuziasmați de succesul de la Soci, muzicienii au hotărât să monteze opera în stil art-rock "Peregrin între stele" (Zvezdnîi schitaleț). În afară de aceasta membrii formației au început să prezinte în concerte creațiile sale prorii, care aveau un succes mare la public. 
- În anul 1980 formația a participat la festivalul "Tinerețea Balticii", la care Matvei Anicikin a câștigat marele premiu pentru cel mai bun aranjament disco.
- Către anul 1981 membrii formației Matvei Anicikin și Valeriu Găină  au hotărât să-și schimbe concepția formației. Astfel, formația vocal -instrumentală "Molodîe golosa" se transormă în grupul rock "Kruiz".Se profilează un repertoriu nou, iar Anicikin, admis către acest moment la facultatea de regie a Institutului de Stat de artă teatrală (GITIS), devine regizor al programelor grupului,autor al multor compoziții și conducător al grupului. "Kruiz" devine în scurtt timp unul dintre cele mai populare grupuri de muzică hard-rock din URSS. Componența formației se schimbă destul de des, iar către anul 1987 formația "Kruiz" se transformă în trio, orientat spre muzică heavy metal. Cu acest repertoriu nou formația concertează cu succes prin URSS și în afara frontierelor țării, inclusiv în 20 de țări europene[3].
- În anul 1987 Matvei Anicikin îl susține pe compozitorul Iurie Cernavschi să creeze studioul de muzică pop "Record" în cadrul ministerului culturii din URSS. Întrucât stilistica trio-ului "Kruiz" nu corespundea gusturilor caompozitorului și muzicianului Matvei Anicikin, acesta părăsește trio-ul "Kruiz", devenind director al studioului pop "Record".
- În anul 1990 Anicikin și Cernavskii pleacă în Germania unde întemeiază studioul Recording Studio în zona engleză a Berlinului "Gatow".
- În anul 1993 Anicikin cu familia și Iurie Cernavschi pleacă în SUA, inițial la New York, iar uletrior la Los Angeles, unde aceștia întemeiează studioul "LA 3D Motion",Anicikin fiind manager al acestui studio și producător al unor formații străine.
- În anul 1996-1997 Anicikin participă la crearea discului LP al formației "Ciornîi Cofe" (Cafeaua neagră). Înregistrările au loc la studioul californian USMP, Anicikin fiind producător, interpret-instrumentist și autor al unor texte.
- În anul 1997 Anicikin revine în Rusia, unde creează studioul adolescentin "Tête à tête", avându-l ca protagonist pe fiul lui Lev Graciov. Printre membrii studioului este și interpretul Iraclie Pirțhalava.  În anul 1999  se imprimă primul album, iar în anul 1991 fondatorii studioului deschid un colegiu de dans "Dance college", unde predau însăși fondatorii și vedetele studioului. În anul 2001 studioul "Tête à tête" se contopește cu studioul compozitorului Oleg Iachimuc "Art- Academia".
- În anii 2001 -2005 compozitorul Matvei Anicikin este producătorul interpretei Ariana.
- Din anul 2005 până în prezent este președinte și membru al consiliului director al grupurilor de companii "Monopolia kacestva"
- În prezent Anicikin colaborează cu interpretul Alexandru Kozulin și conduce centrul de producătări "Bitrate School"

## Viața personală
Matvei Anicikin este căsătorit cu interpreta Irina Graciova, fostă interpretă în formația "Molodîe Golosa". Fiul lor este Lev Graciov. 

## Discografie
- Biblus Arhivat în 5 martie 2016, la Wayback Machine.
- Biblus Arhivat în 30 iunie 2016, la Wayback Machine.
- Biblioteca Națională a Republicii Moldova[nefuncțională]
- Biblioteca Națională a Republicii Moldova[nefuncțională]